# La pirámide inmortal
La pirámide inmortal es una novela del escritor y periodista español Javier Sierra, publicada en 2014.

## Argumento
Ambientada en agosto de 1799. Napoleón Bonaparte, un joven general francés, ha quedado atrapado en el interior de la Gran Pirámide de Guiza y se debate entre la vida y la muerte. Totalmente aislado en ese lugar, está a punto de serle revelado un antiguo secreto que cambiará por completo su vida.
Alquimistas, hechiceros, bailarinas exóticas, viejos maestros descendidos de las montañas y grandes personajes históricos competirán con él en la búsqueda del tesoro más preciado: el elixir de la vida eterna.

## Temática
La novela, a pesar de enmarcarse en un contexto histórico muy marcado incide más en temas como el esoterismo, la búsqueda de la inmortalidad y la relación entre el amor y la muerte. También la religión egipcia y el cristianismo influyen en el desarrollo de la novela.

## Base histórica

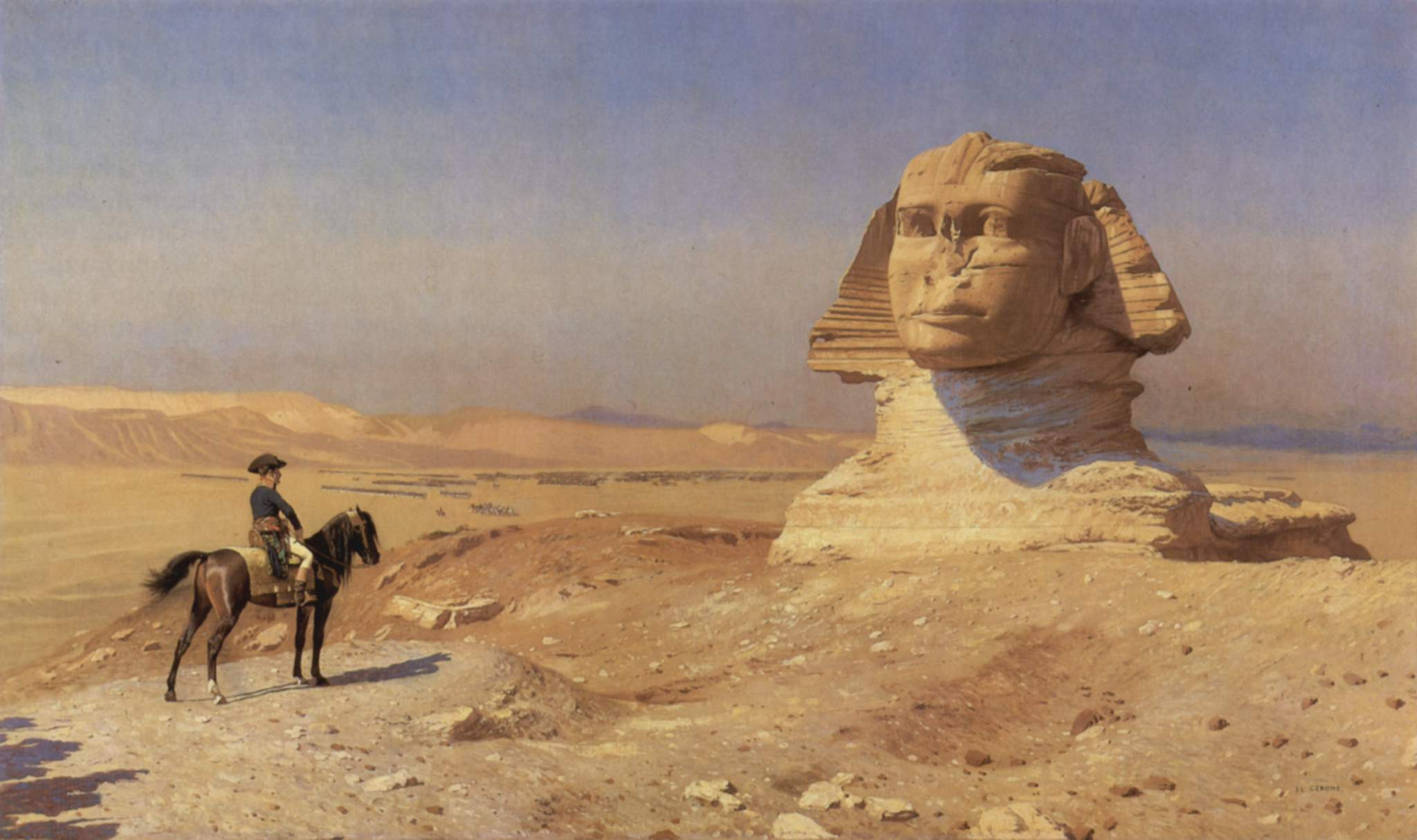
Napoleón ante la Esfinge por Jean-Léon Gérôme (1867–1868)

Napoleón estuvo en Egipto entre julio de 1798 y agosto de 1799 en el marco de la Campaña de Egipto y Siria cuyo objetivo era tomar esas tierras en manos otomanas para interrumpir el comercio colonial de Gran Bretaña con la India y así debilitarlo económicamente. Tras llegar a las costas egipcias su adversario el almirante Nelson de la marina británica destruyó la flota francesa por lo que el destacamento francés se quedó durante un año aislado en tierra. Aparte de sus tropas, el contingente incorporó un comité de sabios traídos específicamente para tomar muestras e investigar la cultura egipcia, gracias a ello se descubrió la existencia de la piedra de Rosetta (que posteriormente cayó en manos británicas), por este y otros motivos se considera ésta expedición el inicio de la Egiptología moderna aunque militarmente la expedición fue un fracaso. Tras ese año en Egipto, Napoleón logra sortear la flota inglesa y regresa a Francia donde participa en el golpe de Estado que lo llevará al poder.

## Influencias del autor y simbología
El autor, interesado por la leyenda histórica que llevó a Napoleón a las Pirámides de Guiza, pasó una noche a solas en el interior de la Gran Pirámide con tal de recrear el mismo escenario y sensaciones que el general francés supuestamente vivió. La propia pirámide actúa como una metáfora de la muerte y el renacer y el autor así lo sintió tras vivir esa experiencia.
El libro se encuentra fuertemente influenciado por el libro e investigaciones que llevadas a cabo por el propio autor en su anterior libro El secreto egipcio de Napoleón publicado en 2002.
Otra influencia importante es la religión egipcia y en concreto del mito de Osiris por el cual la deidad Osiris es asesinado y descuartizado a manos de su hermano Seth para tomar el poder de Egipto tras lo cual Isis, la esposa de Osiris, busca todos los trozos de su esposo y con la ayuda de diversas deidades logra resucitarlo.

## Desarrollo de la trama
Napoleón, que durante su juventud ha ido mostrando interés por el Antiguo Egipto y por los conocimientos místicos que se le atribuyen a esa cultura, ha encabezado una expedición militar a Egipto y se encuentra encerrado en la Gran Pirámide durante la noche del 12 de agosto de 1799 donde recrea las vivencias más determinantes en su vida hasta llegar a ese momento, recuerda a las personas más influyentes que ha conocido y que le han guiado hasta llegar a la pirámide y se debate sobre si el ritual de muerte y resurrección que está viviendo dentro de la cámara del rey le llevará a aprender aquellos conocimientos prometidos o si bien ha sido una trampa urdida por sus enemigos otomanos para aniquilar a los invasores franceses.  
Por otro lado, a la bailarina Nadia Ben Rashid le es revelado el motivo por el que ha sido entrenada toda su vida en artes extrañas que no le parecía tener sentido pero que se han ido transmitiendo de generación en generación hasta llegar a ella. Descubre de la boca del Viejo de la Montaña ser de una dinastía descendiente de faraones que debe derrotar al clan rival de los Zalim y otorgar el secreto de la inmortalidad a aquel hombre que ve en sus visiones.

## Personajes principales

### Napoleón Bonaparte
General de las fuerzas militares francesas en Egipto y protagonista del relato. 

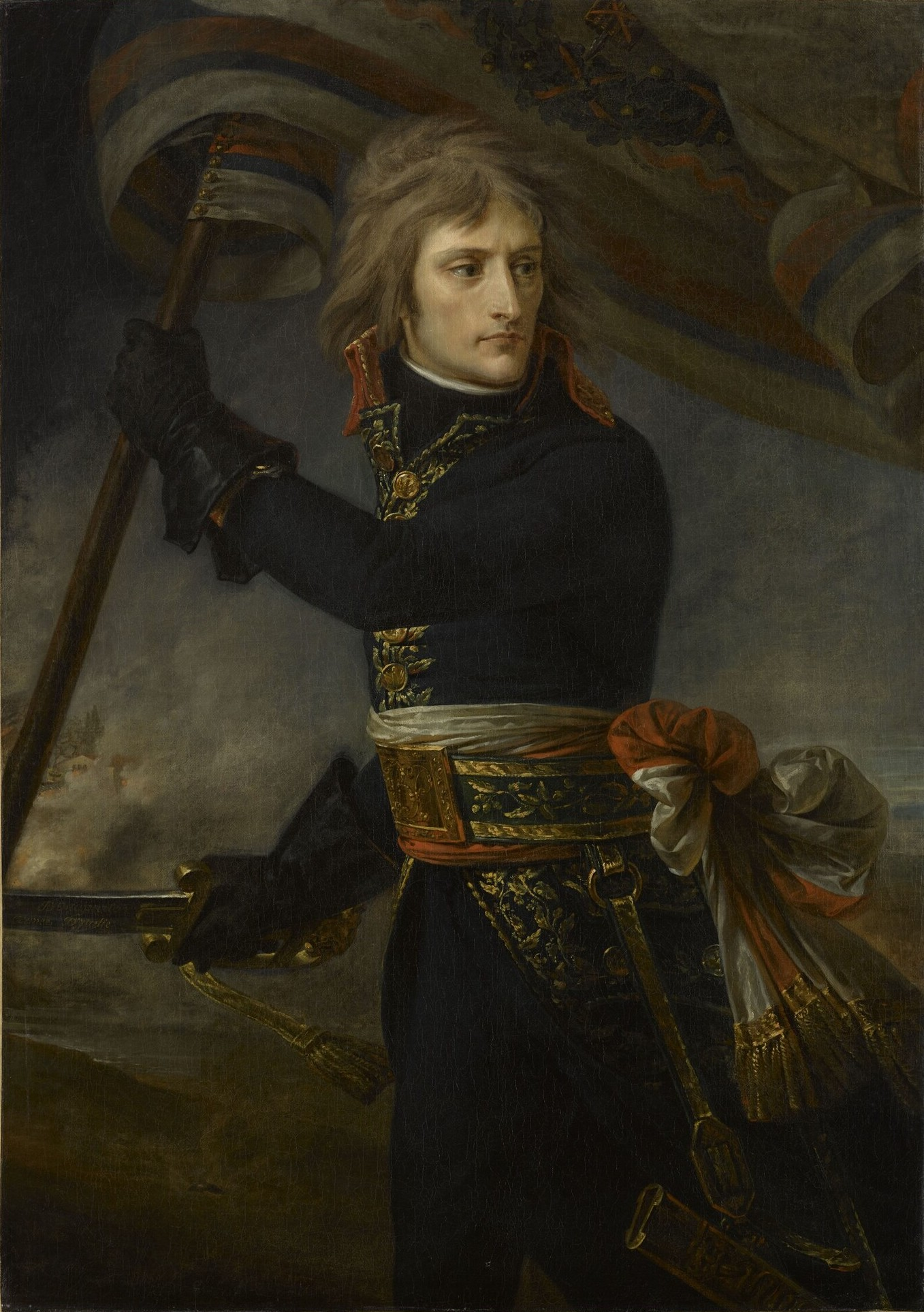
Bonaparte en el puente de Arcole, por Antoine-Jean Gros (c. 1801).

### Nadia Ben Rashid
Chica de 15 años de Luxor, trabaja de bailarina en el local del eunuco Yusuf. Sabe hablar francés y es una gran conocedora de la historia antigua egipcia lo que hace que los sabios franceses traídos por Napoleón se interesen por ella. Se revela como última descendiente del clan Ben Rashid, defensor de secretos místicos.

### Otros personajes
- Jean Baptiste Kléber: oficial del ejército francés y guardaespaldas personal de Napoleón.

- Omar Zalim: líder político y religioso de Luxor y jefe del clan Zalim, aparece al principio como protector de Nadia antes de revelar sus verdaderas intenciones. Tiene acceso a poderes alquímicos.
- Alí Ben Rashid: tío de Nadia.
- Balasán, también llamado el Viejo de la Montaña: anciano sabio y guía espiritual que vive alejado de la sociedad, se muestra ante Napoleón como un miembro de una sociedad secreta con conocimientos arcanos tras lo cual le incita a que acuda a la Gran Pirámide de Guiza para acceder al saber de los faraones.
- Elías Buqtur: guía copto que sirve al destacamento francés.